# Limnohabitans planktonicus
Limnohabitans planktonicus es una bacteria gramnegativa del género Limnohabitans. Fue descrita en el año 2010. Su etimología hace referencia a planctónico. Es aerobia e inmóvil. Tiene un tamaño de 0,3-0,4 μm de ancho por 0,9 μm de largo. Temperatura de crecimiento entre 4-34 °C. Catalasa y oxidasa positivas. Se ha aislado de aguas en el reservorio Rímov, en la República Checa. 